# Luci Juni Silà
|  | Per a altres significats, vegeu «Luci Juni Torquat Silà». |

Luci Juni Silà (en llatí, Lucius Junius Silanus) (mort l'1 de gener de l'any 49) va ser un magistrat romà. Era fill d'Appi Juni Silà i, per tant, rebesnet d'August. Formava part de la gens Júnia, i era de la família dels Silà.
Va ser promès a Octàvia, la filla de Claudi, l'any 41. L'emperador li va donar ornaments triomfals quan era encara un noiet i es van celebrar en nom seu uns magnífics jocs de gladiadors. Agripina, però, va decidir assegurar Octàvia per al seu fill Neró i per això s'havia d'eliminar Silà. L'any 48 Luci Juni Silà era pretor encara que no havia arribat a l'edat legal pel càrrec i el censor Luci Vitel·li, a instigació d'Agripina, el va expulsar del Senat acusant-lo d'incest amb la seva germana Júnia Calvina. En conseqüència, Claudi el va obligar a renunciar al càrrec de pretor i va anul·lar el matrimoni amb Octàvia. L'any 49 Neró i Octàvia es van casar. El mateix dia del matrimoni Luci Silà, que sabia que no se'l permetria de viure gaire temps més, es va suïcidar.